# Synotis palmatisecta
Synotis palmatisecta là một loài thực vật có hoa trong họ Cúc. Loài này được Y.L.Chen & J.D. Liu miêu tả khoa học đầu tiên năm 1988.